# Strumigenys godeffroyi
Strumigenys godeffroyi là một loài kiến. 
Nó có ở South Đông Á, đông nam Ấn Độ và Sri Lanka, và Indonesia, Philippines, Đài Loan, New Guinea, phía bắc Úc và châu Đại Dương.